# Ogólnokształcąca Szkoła Baletowa im. Olgi Sławskiej-Lipczyńskiej w Poznaniu

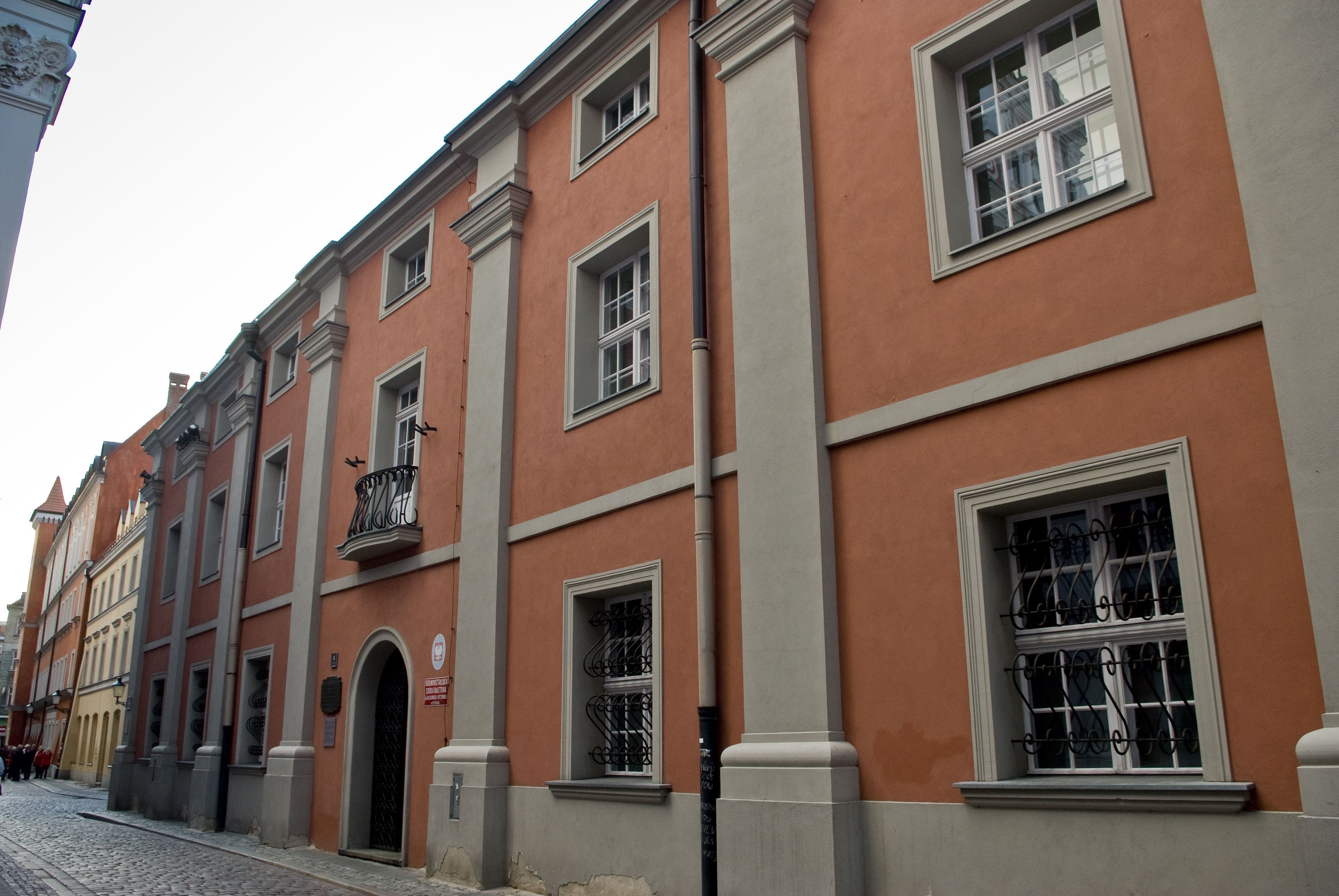
Elewacja od strony ul. Gołębiej

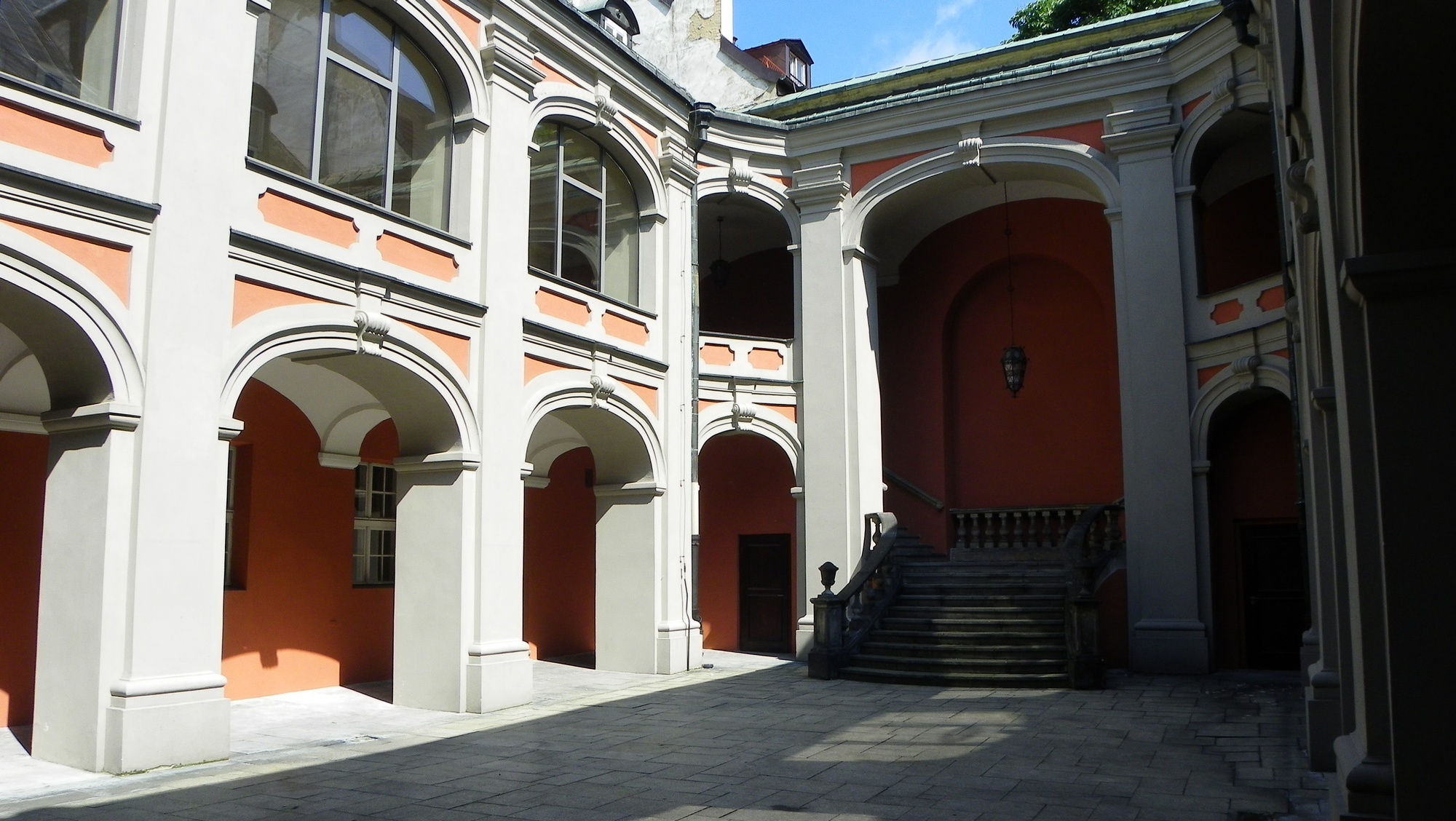
Wewnętrzny dziedziniec szkoły

Ogólnokształcąca Szkoła Baletowa im. Olgi Sławskiej-Lipczyńskiej w Poznaniu – państwowa szkoła baletowa położona przy ulicy Gołębiej na terenie Starego Miasta w Poznaniu.

## Historia szkoły
Szkoła, powstała w 1951 roku jako Państwowa Podstawowa Szkoła Choreograficzna, została przekształcona w 1952 roku w Państwową Średnią Szkołę Baletową o 9-letnim cyklu kształcenia. Początkowo mieściła się w Odwachu w Poznaniu. Pierwszym dyrektorem artystycznym była Olga Sławska-Lipczyńska. W 1961 roku szkoła zajęła cały kompleks budynków przy ulicy Gołębiej 8 (wykorzystywany od 1957 roku), a w 1966 roku otrzymała nazwę Państwowej Szkoły Baletowej. W latach 70. XX wieku dyrektorem artystycznym był Conrad Drzewiecki. W latach 1973–2021 w szkole miał swoją siedzibę stworzony przez niego Polski Teatr Tańca.
Od 1991 roku patronką szkoły jest Olga Sławska-Lipczyńska; nazwę Ogólnokształcąca Szkoła Baletowa im. Olgi Sławskiej-Lipczyńskiej wprowadzono w 1999 roku. W 1976, 1991 i 2012 roku, z okazji 25-lecia, 40-lecia i 60-lecia istnienia szkoły, odbyły się zjazdy absolwentów i koncerty w Teatrze Wielkim w Poznaniu. W 2022 roku, w czasie obchodów jubileuszu 70-lecia szkoły, zorganizowano koncert z udziałem uczniów i absolwentów w Auli Artis Collegium Da Vinci.
Szkoła współpracuje z wieloma ośrodkami operowymi i teatralnymi w Polsce i za granicą. W 2016 roku nabyła od archidiecezji poznańskiej budynek szkoły, wcześniej pozostający własnością Kościoła. W 2022 roku uczęszczało do niej ok. 160 uczniów. Od 2001 roku przy szkole działa Towarzystwo Przyjaciół Szkoły Baletowej w Poznaniu, wpisane do rejestru stowarzyszeń.

## Budynek
Szkoła mieści się w barokowym budynku stanowiącym część kompleksu pojezuickiego na Starym Mieście w Poznaniu (wraz z Bazyliką Matki Bożej Nieustającej Pomocy, św. Marii Magdaleny i św. Stanisława Biskupa i dawnym Kolegium Jezuickim, obecną siedzibą Urzędu Miejskiego). Gmach, posiadający trzy elewacje wychodzące na ulice Świętosławską, Gołębią i Klasztorną, powstał w XVIII wieku i jest wpisany do rejestru zabytków.
Do XVIII wieku w tym miejscu przy ul. Gołębiej istniało tzw. Stare Kolegium, szkoła jezuicka uruchomiona w XVI wieku przez biskupa Adama Konarskiego, jeden z ważniejszych ośrodków życia umysłowego i kulturalnego I Rzeczypospolitej, o ambicjach szkoły wyższej. Po 1735 roku, gdy wzniesiono nowy gmach kolegium jezuickiego, zachowany do dzisiaj jako siedziba Urzędu Miejskiego, budynek Starego Kolegium został wyburzony, po czym na jego miejscu przy ul. Gołębiej wzniesiono istniejącą obecnie budowlę, w której również działała szkoła jezuicka.
W 1773 roku, po kasacie zakonu, budynek przejęła Komisja Edukacji Narodowej i przeznaczyła na Wojewódzką Szkołę Narodową. W okresie Księstwa Warszawskiego w gmachu mieściła się Szkoła Departamentowa, po 1815 roku przekształcona w gimnazjum. W późniejszym okresie, do 1858 roku, budynek stanowił siedzibę Gimnazjum św. Marii Magdaleny w Poznaniu. W latach 1923–1933 zajmowała go szkoła sztuk zdobniczych.
Od 2008 roku na wewnętrznym dziedzińcu szkoły stoi rzeźba „Tancerka” autorstwa Małgorzaty Kopczyńskiej.

## Program kształcenia
Nauka w szkole trwa dziewięć lat, łącząc program klas IV–VIII szkoły podstawowej i liceum ogólnokształcącego z przedmiotami artystycznymi przygotowującymi do pracy w zawodzie tancerza. Absolwenci uzyskują świadectwo maturalne i dyplom ukończenia szkoły. W szkole prowadzi się następujące obowiązkowe zajęcia z przedmiotów artystycznych:

- audycje muzyczne
- historia tańca
- partnerowanie
- repertuar sceniczny
- rytmika
- taniec dawny
- taniec klasyczny
- taniec ludowy i taniec charakterystyczny
- taniec współczesny
- umuzykalnienie

Zajęcia dodatkowe obejmują taniec jazzowy, step i hip-hop. W szkole prowadzona jest również nauka gry na fortepianie.

## Nauczyciele i absolwenci
Na stronie szkoły opublikowano alfabetyczny spis nauczycieli (aktualnych i historycznych) oraz listę absolwentów od 1960 roku podzieloną na roczniki. Szkołę ukończyli m.in.:

- Klaudia Carlos[17]
- Anna Deręgowska-Libicka[14]
- Marta Fiedler[18]
- Władysław Janicki[19]
- Małgorzata Mielech[20]
- Mikołaj Mikołajczyk[21]
- Mateusz Sierant[22]
- Zbigniew Sobis[23]
- Katarzyna Trzaskalska[14]
- Sławomir Woźniak[24]
- Ewa Wycichowska[14]
- Paulina Wycichowska[25]